# 270
270 (CCLXX) je bilo navadno leto, ki se je po julijanskem koledarju začelo na soboto.

## Dogodki
- 1. januar

## Smrti
- Klavdij II. Gotski, rimski cesar (* 214)
- Mark Avrelij Klavdij Kvintil (* ni znano)